# Sylvester Igboun
Sylvester Igboun (født 8. september 1990 i Lagos) med tilnavnet Sly er en nigeriansk fodboldspiller, der spiller for FC Ufa. Igboun kom dertil i sommeren 2015 efter adskillige år i danske FC Midtjylland, hvor han primært spillede som angriber, men han har også optrådt på begge midtbanekanter. Igboun kom som 16-årig til FC Midtjyllands fodboldakademi fra samarbejdsklubben FC Ebedei. Han debuterede for FC Midtjyllands førstehold i foråret 2010 i en kamp mod Randers FC.